# 薔薇の奇蹟
「薔薇の奇蹟」（ばらのきせき）はアン・ルイスの23枚目のシングル。1984年5月1日にビクター音楽産業から発売された。規格品番はSV-7382。

## 概要
表題曲の作詞を手掛けた柴山俊之によると、本作はアン・ルイス本人から ”ロマンチック&バイオレンス” をテーマに詩を書いて欲しいとの依頼があって制作したもので、アンと自分の想像する景色が絶妙に重なり、お洒落で過激で甘美な詞が出来上がったと語っている。作曲は、当時アン・ルイスと同じ事務所に所属していた大沢誉志幸が手掛けている。
2020年9月2日にはMEG-CDとして復刻された。規格品番はVODL-30140。
B面曲「GET AWAY」の作詞はアン・ルイス本人が手掛けている。

## 収録曲
1. 薔薇の奇蹟
作詩: 柴山俊之 / 作曲: 大沢誉志幸 / 編曲: 伊藤銀次
2. GET AWAY
作詩: Annie / 作曲: NOBODY / 編曲: 伊藤銀次

## 参考資料
- オリコン『SINGLE CHART-BOOK COMPLETE EDITION 1968-2005』オリコン・マーケティング・プロモーション、2006年4月。ISBN 9784871310765。